# Zbrodnia w Jasielu
Zbrodnia w Jasielu – zbrodnia dokonana 20 marca 1946 przez partyzantów UPA na polskich żołnierzach Wojsk Ochrony Pogranicza i funkcjonariuszach Milicji Obywatelskiej w Jasielu.

## Historia

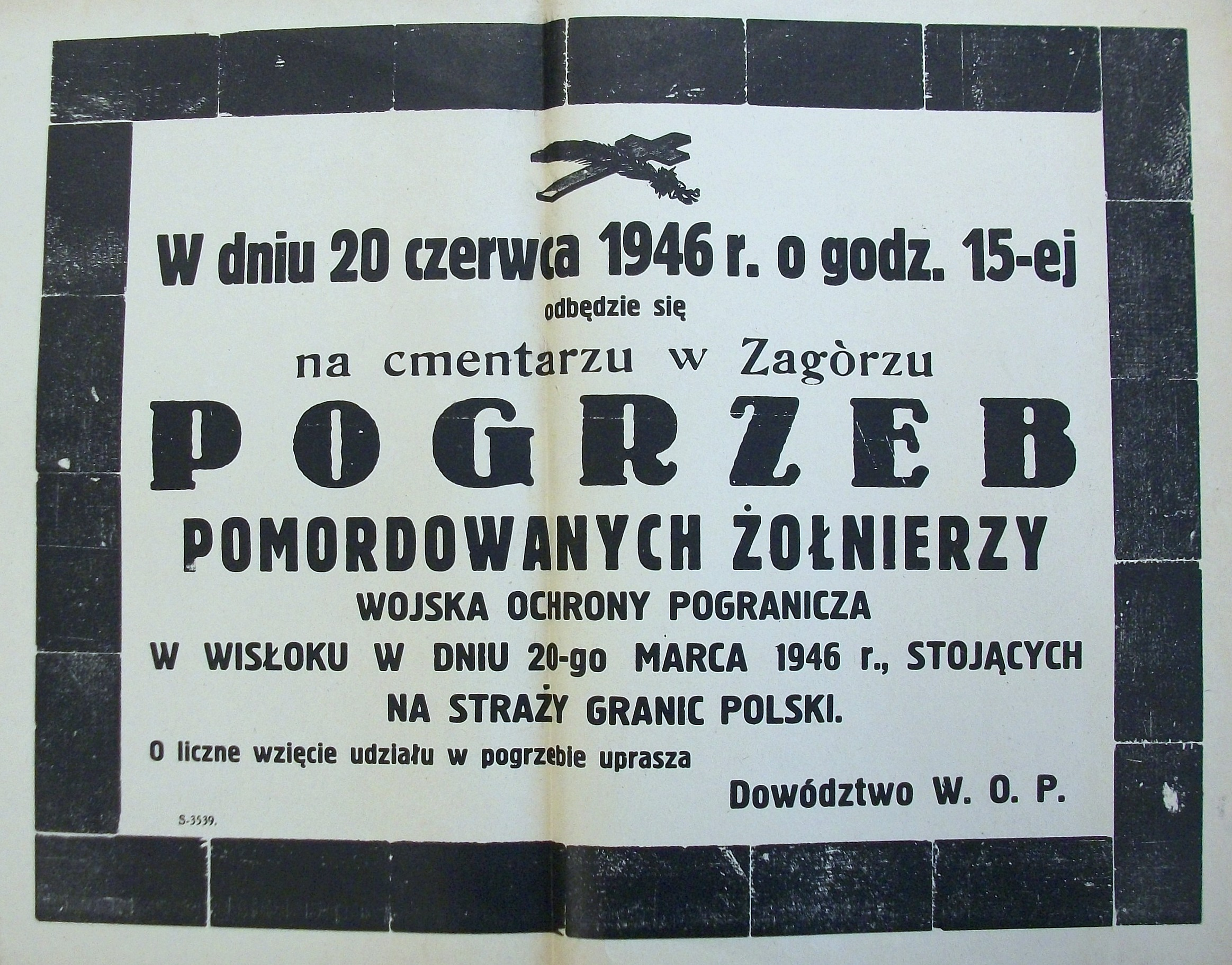
Nekrolog zawiadamiający o pogrzebie ofiar w Zagórzu

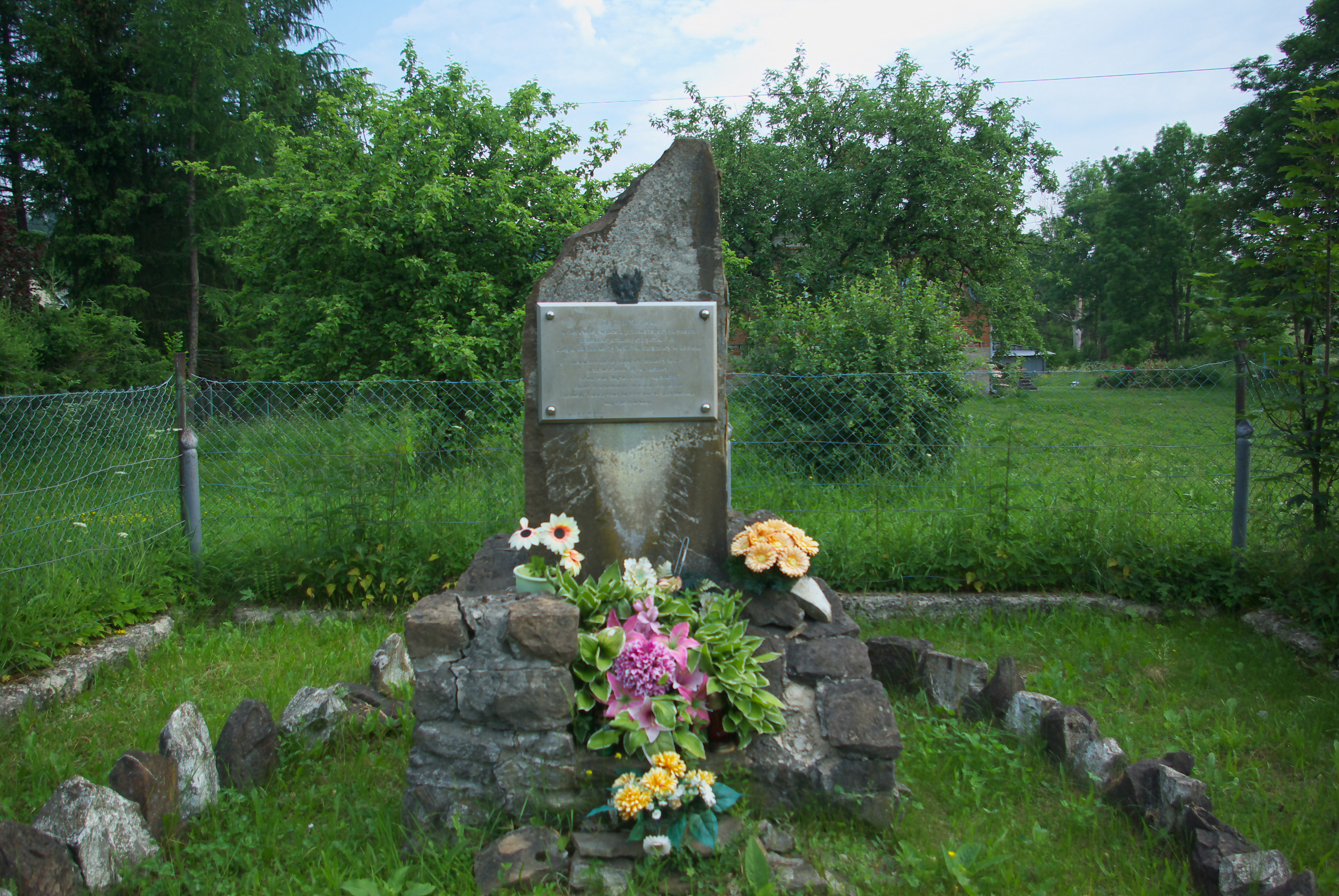
Pomnik w Woli Niżnej

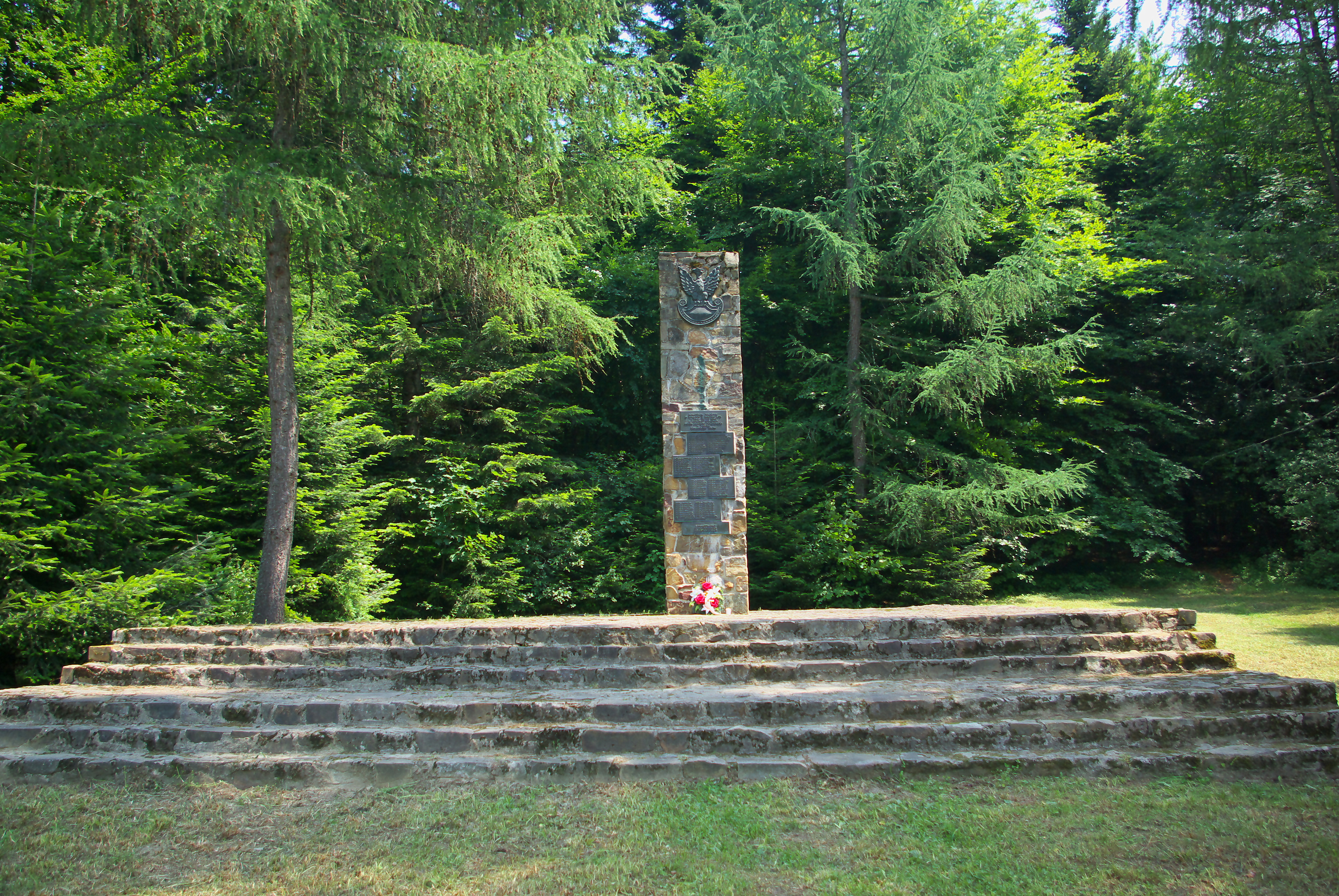
Pomnik w Jasielu

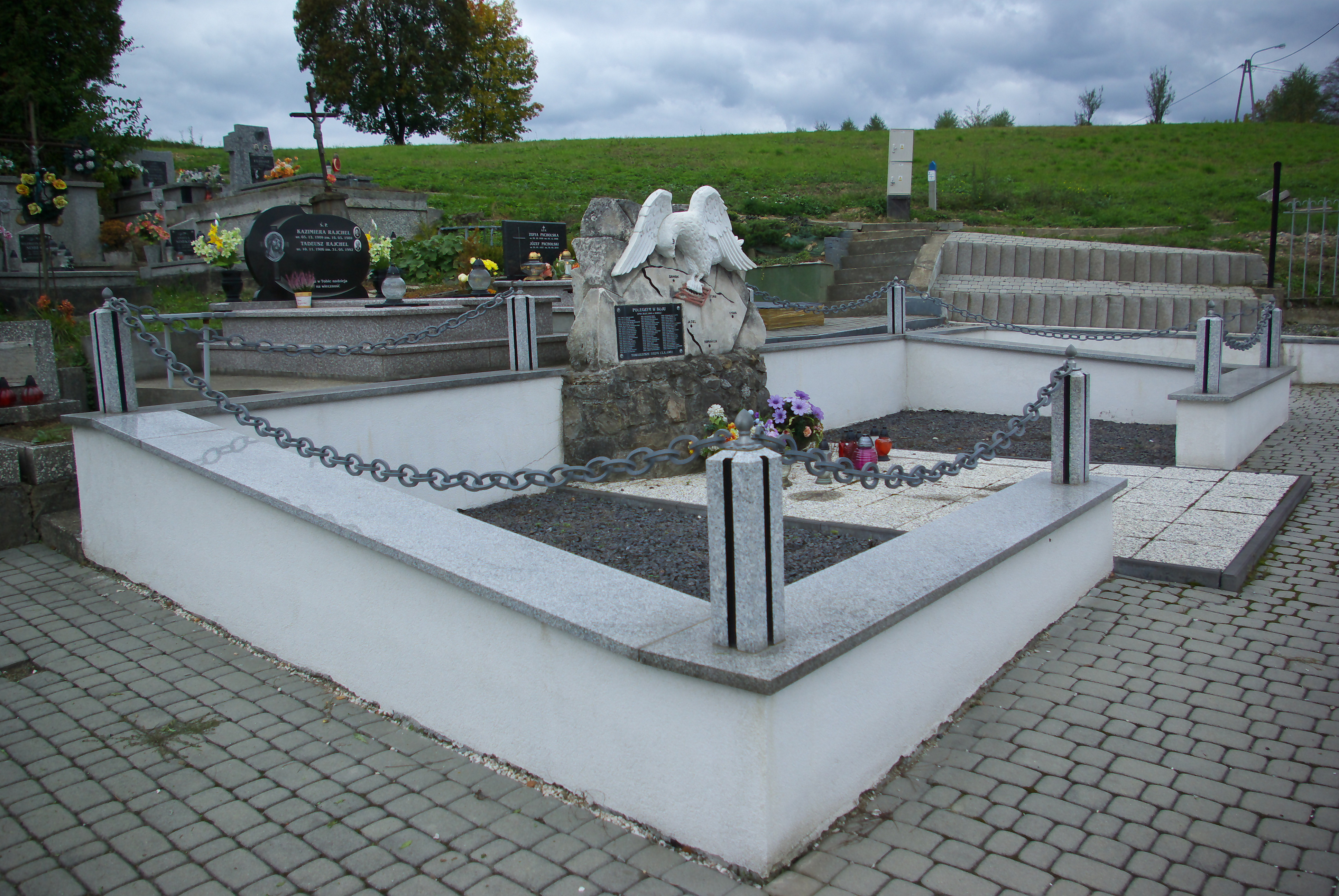
Masowy grób ofiar na cmentarzu w Zagórzu

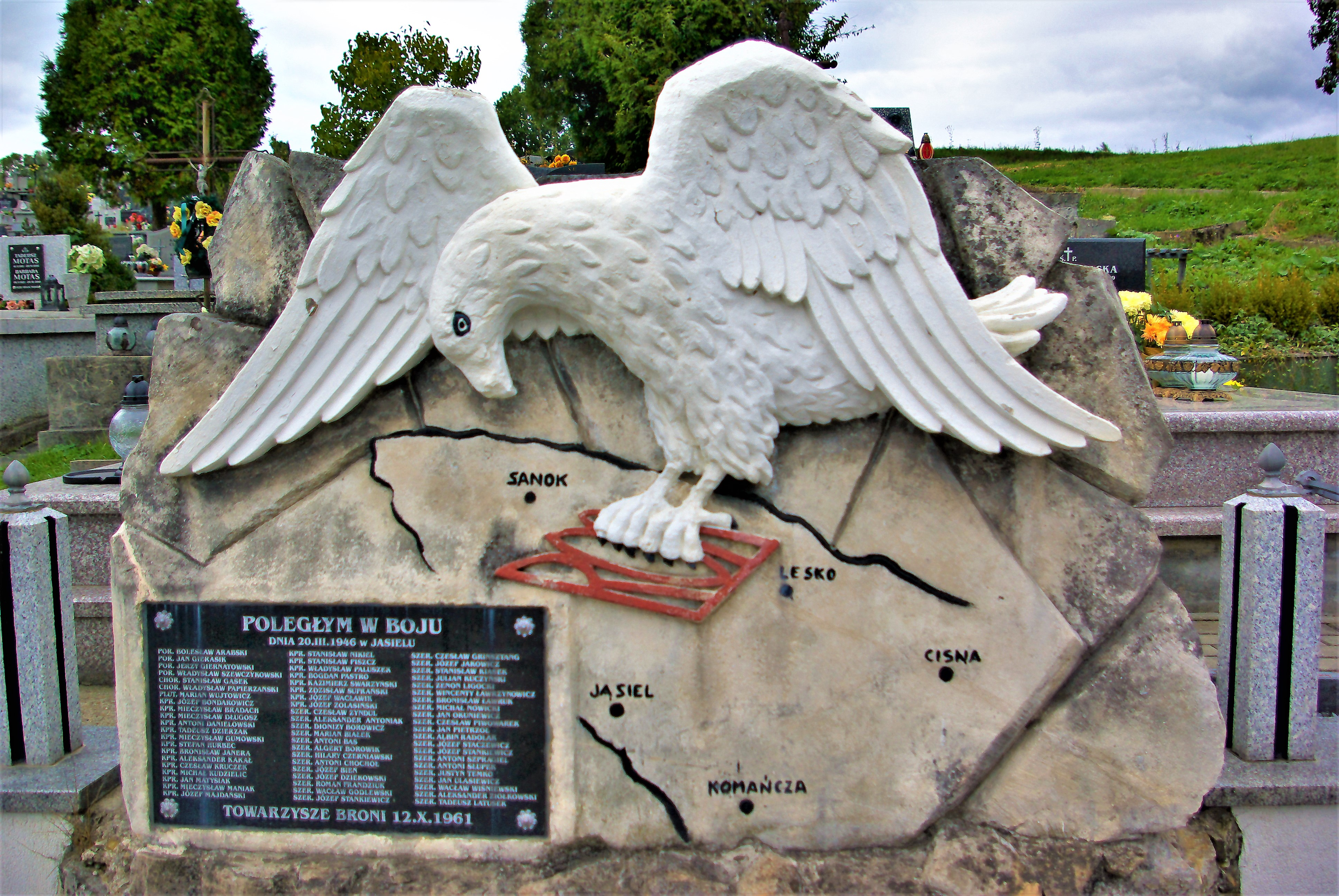
Pomnik cmentarny w Zagórzu

Po zakończeniu II wojny światowej we wsi Jasiel istniała strażnica Wojsk Ochrony Pogranicza, której załoga wobec przeważających sił Ukraińskiej Powstańczej Armii podjęła nieudaną próbę ewakuacji w kierunku Komańczy. 19 marca 1946 grupa WOP i MO w sile około 70 żołnierzy dotarła do strażnicy WOP w Jasielu, w celu ewakuowania jej 30-osobowej załogi. W związku z działalnością w rejonie odpowiedzialności strażnicy dużych oddziałów UPA, 20 marca 1946 roku grupa operacyjna 38 komendy odcinka i załoga strażnicy Jasiel licząca w sumie 98 żołnierzy, opuściły rejon zakwaterowania we wsi Jasiel pod dowództwem por. Jana Gierasika. Zostały wtedy zaatakowane i rozbite przez sotnie UPA. W walce zginęło dwóch żołnierzy, kilkunastu zostało rannych, jeden oficer i dwóch żołnierzy przedostało się za granicę do Czechosłowacji. Pozostali, w liczbie 94 żołnierzy (w tym sześciu oficerów i czterech milicjantów), po wyczerpaniu się zapasów amunicji, zostali wzięci do niewoli. Oficerowie i milicjanci zostali przez Ukraińców od razu rozstrzelani, a pozostałych żołnierzy poddano weryfikacji, wybierając aktywnych w walce z UPA oraz posiadających radzieckie odznaczenia. Łącznie śmierć poniosło prawdopodobnie 60 żołnierzy i 4 milicjantów; według Łukasza Kuźmicza 66, według innego źródła 66 żołnierzy i 5 milicjantów. 
Egzekucja oficerów miała miejsce w rejonie leśniczówki koło wsi Moszczaniec, a podoficerów i szeregowców na wzgórzu koło Wisłoka Górnego. Dwudziestu żołnierzy puszczono wolno. W czasie egzekucji rzucił się do ucieczki i mimo pościgu zbiegł szer. Paweł Sudnik, który później relacjonował: „Wszystkim kazali się położyć twarzą do śniegu. Kilku banderowców przystąpiło do zdzierania z nas mundurów. Pierwszego żołnierza wtrącili na dno wykopu i któryś z nich strzałem w tył głowy pozbawił go życia. Potem mnie pchnęli na krawędź wykopu”. Z pola walki uratowali się również ppor. Marian Myślicki, sierż. Warat i szer. Kowalenko. Ukryli się w stodole i w nocy przeszli na stronę Czechosłowacji. Pozostałych żołnierzy odarto z mundurów, pobito i puszczono wolno. Pod Jasielem zginęli: por. Jan Giersik, por. Bolesław Arabski, por. Władysław Szewczykowski, por. Jerzy Giernatowski oraz chor. Stanisław Gąsek i chor. Władysław Papierzański.
Akcją napadu i egzekucji przeprowadziły wspólnie sotnie UPA dowodzone przez Stepana Stebelskiego ps. „Chrin” i Wołodymyra Hoszki ps. „Myron”.
Poległych i rannych Ukraińcy wrzucili do lochu (ziemianki) i zasypali ziemią. Ich ciała odkryto w czerwcu 1946. Po ekshumacji ciała 37 ofiar zostały pochowane w zbiorowym pogrzebie na cmentarzu w Zagórzu 20 czerwca 1946. W relacji z tej uroczystości „Dziennik Rzeszowski” napisał, że masowe morderstwo w Jasielu dokonali bandyci z NSZ.
Ciała pozostałych ofiar nie zostały odnalezione.

## Upamiętnienie
- Na masowym grobie na cmentarzu w Zagórzu został ustanowiony pomnik pamięci ofiar zbrodni, odsłonięty 12 października 1961.
- 10 czerwca 1965 w Woli Niżnej został odsłonięty pomnik upamiętniający 60 ofiar zbrodni w Jasielu, jak również honorujący 20-lecie istnienia Wojsk Ochrony Pogranicza. Inskrypcja na monumencie informuje, że zdarzenie w Jasielu miało miejsce 23 marca 1946.
- Na południowym skraju Jasiela powstało upamiętnione miejsce kaźni jeńców. Autorem projektu monumentu w Jasielu był Stanisław Bik[12]. Aktu odsłonięcia monumentu w Jasielu dokonali podczas uroczystości 17 czerwca 1985, połączonej z rocznicą 40-lecia WOP, wiceminister spraw wewnętrznych gen. dyw. Lucjan Czubiński, I sekretarz KW PZPR w Krośnie Henryk Wojtal oraz weteran walk WOP kpt. w st. spocz. Witold Maczek, zaś wówczas Koło nr 5 Związku Byłych Żołnierzy Zawodowych otrzymało akt nadania imienia „Bohaterów Strażnicy WOP w Jasielu”[13].
- W 1985 został wybity medal o treści 40. rocznica powołania Wojsk Ochrony Pogranicza 1945-1985, wydany przez batalion Sanok Bieszczadzkiej Brygady WOP, zaś na jego awersie umieszczono inskrypcję Bohaterska obrona strażnicy WOP Jasiel 20.03.1946[14].
- Ofiary zbrodni w Jasielu zostały upamiętnione tabliczką na Pomniku Synom Ziemi Sanockiej Poległym i Pomordowanym za Polskę w Sanoku, ustanowionym w 2005.